# Strand Bookstore

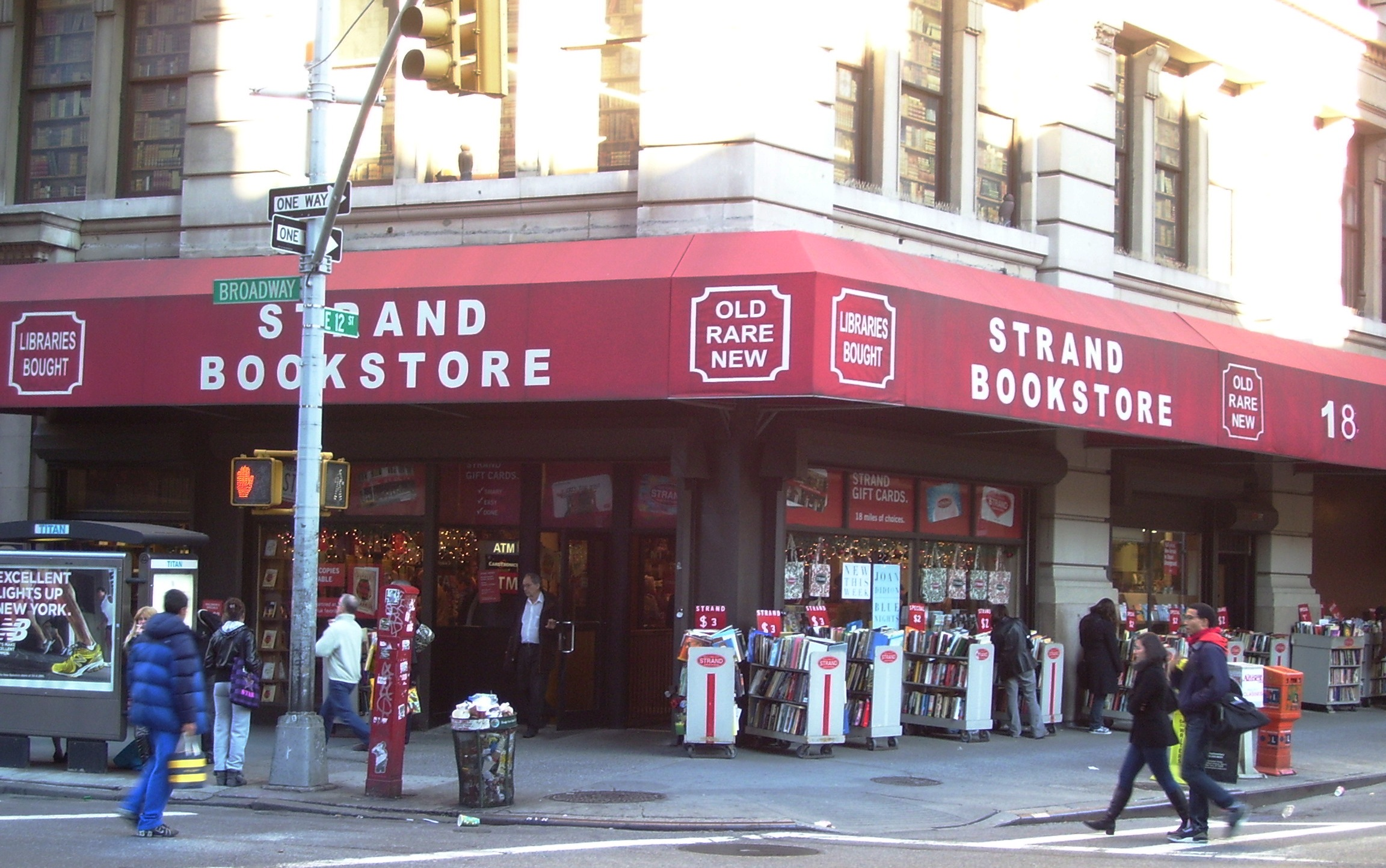

Strand Bookstore est une librairie new-yorkaise située à l'intersection de la 12e rue et de Broadway Avenue, dans l'East Village. Elle dispose d'un stock de 2.5 millions de livres sur 5000 mètres carrés. Elle vend des livres neufs et anciens, et possède une très grande collection de livres rares. Elle comporte trois niveaux, et dispute avec la librairie de Powell's Books de Portland le titre de plus grande librairie d'occasion du monde.

## Histoire
Fondée par Benjamin Bass alors âgé de 26 ans avec seulement 300 dollars de capital, elle ouvre ses portes en 1927 à Greenwich Village sur la Quatrième avenue.
Son fils Fred commence à aider son père à la librairie à l'âge de treize ans : ensemble ils parcourent New York en quête de livres d'occasion. En 1956 Strand Bookstore déménage à son emplacement actuel, sur Broadway Avenue, au 828.
Véritable entreprise familiale c'est Nancy, la fille de Fred, qui dirige aujourd'hui la librairie.